# Maîtres anciens
Comédie
Maîtres anciens sous-titré Comédie (titre original : Alte Meister - Komödie) est un roman autrichien de Thomas Bernhard publié le 25 juillet 1985 et paru en français le 22 septembre 1988 aux éditions Gallimard. Ce roman a reçu la même année le prix Médicis étranger.

## Résumé

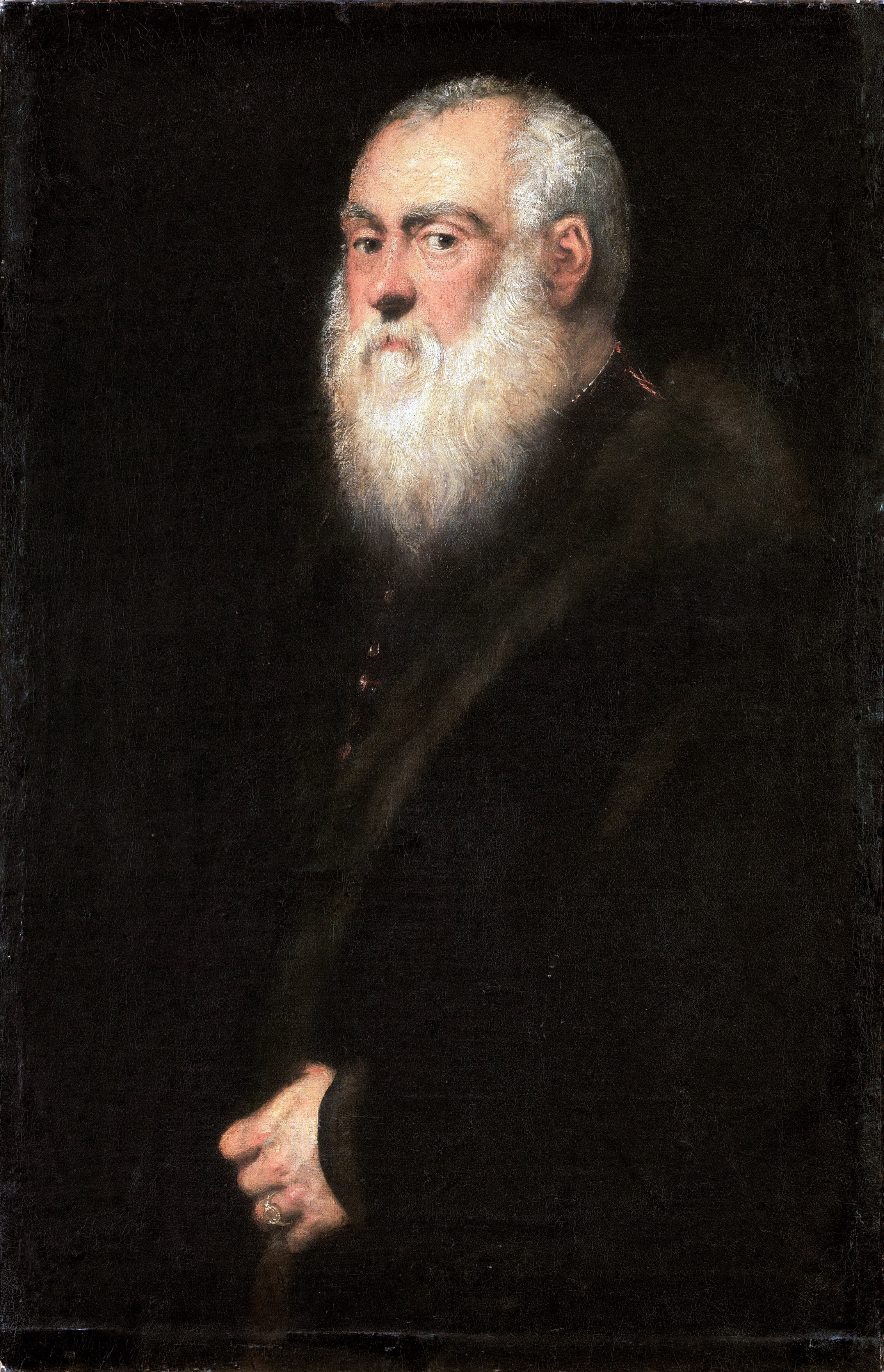
L'Homme à la barbe blanche (titré originellement Bildnis eines weißbärtigen Mannes, vers 1570) du Tintoret, Kunsthistorisches Museum.

Atzbacher, le narrateur, se rend avec dix minutes d'avance au rendez-vous que lui a fixé son ami Reger, récemment devenu veuf, pour l'observer assis sur « sa » banquette du Musée d'art ancien de Vienne. Depuis trente ans, ce dernier vient chaque jour s'asseoir dans la salle Bordone (fermée aux autres visiteurs grâce à un arrangement avec Irssigler, gardien du musée), face au tableau du Tintoret, L'Homme à la barbe blanche.  Atzbacher se remémore les multiples monologues de son ami, qui reviennent comme une antienne avec l'expression « dit Reger ». Dans ceux-ci, Reger se livre à une critique acide de l'état autrichien catholique, du peuple autrichien, des conventions, ou encore des grands maîtres de l'art et de la philosophie, tels que Stifter, Heidegger, Bruckner, Beethoven, Véronèse ou Klimt.

## Éditions
- Maîtres anciens, éditions Gallimard, 1988  (ISBN 978-2070713424).

## Adaptations
Le roman a été adapté au théâtre en 2017 par Éric Didry, Véronique Timsit et Nicolas Bouchaud, avec Nicolas Bouchaud sur scène,. Une captation de ce spectacle a été réalisée par Mathieu Amalric en 2022.